# Gheris El Ouloui
Gheris El Ouloui (franska: Gheris El Ouloui (CR), Gheris El Ouloui (Commune Rurale), arabiska: فركلة السفلى) är en kommun i Marocko.   Den ligger i provinsen Errachidia och regionen Drâa-Tafilalet, i den nordöstra delen av landet, 300 km sydost om huvudstaden Rabat. Antalet invånare är 11 879.